# Ab Tresling
Albert Willem Tresling, detto Ab (Den Haag, 4 maggio 1909 – Breda, 29 ottobre 1980), è stato un hockeista su prato olandese, vincitore della medaglia di argento olimpica a Amsterdam 1928.

## Palmarès

### Giochi olimpici
- 1 medaglia:
  - 1 argento (Amsterdam 1928)